# Bernard Wesner
Bernard Wesner (ur. 1 czerwca 1911, zm. 19 października 2001 w Toruniu) – polski bokser, reprezentant Polski.
Był zawodnikiem klubów GKS Grudziądz i Gryfa Toruń. Startując w mistrzostwach Polski, wywalczył w 1932 roku, srebrny medal w kategorii średniej. Jeden raz wystąpił w reprezentacji Polski w roku 1934, przegrywając walkę w wadze półciężkiej.